# Vanilla (BDSM)

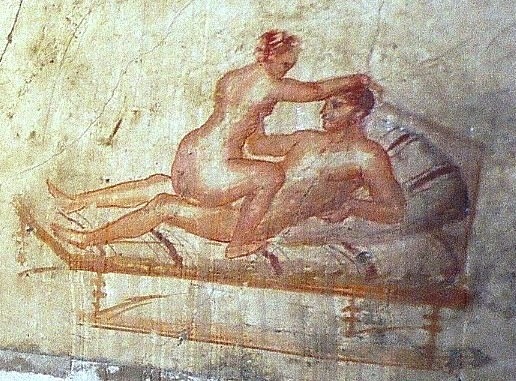
Pompei - Affresco raffigurante amanti impegnati in un rapporto sessuale "vanilla"

Il termine vanilla esprime, nel lessico dei praticanti il BDSM (cioè le attività sessuali di bondage,  dominazione-sottomissione e sadomaso), il riferimento a coloro che si limitano a praticare il sesso di tipo tradizionale, ovvero definisce l'attività sessuale tradizionale, a prescindere da coloro che la svolgono.
Tale terminologia, pur dotata di un lieve carattere spregiativo (si fa riferimento infatti al gusto della vaniglia, piacevole ma di carattere non particolarmente deciso), ha in realtà un duplice intento: esplicativo, nei confronti di chi non desidera espandere i limiti della propria sessualità, e chiarificatore, per esempio per manifestare l'intenzione di escludere il sesso "vanilla" da una seduta o da un rapporto basato sul BDSM.